# Krystyna Bartz
Krystyna Maria Bartz  (zm. 25 stycznia 2025) – polska matematyk, doktor habilitowana nauk matematycznych. Specjalizowała się w teorii liczb. Profesor na Wydziale Matematyki i Informatyki Uniwersytetu im. Adama Mickiewicza w Poznaniu.

## Życiorys
Doktoryzowała się w 1977 pracą pt. Oszacowanie wyraźne obszarów wolnych od miejsc zerowych funkcji dzeta określonych na ciałach algebraicznych (promotorem pracy był prof. Włodzimierz Staś). Habilitowała się w 1993 roku rozprawą pt. On some complex formulae connected with the Mobius function. Pracowała jako profesor w Zakładzie Algebry i Teorii Liczb Wydziału Matematyki i Informatyki UAM. Należała do Polskiego Towarzystwa Matematycznego.
Swoje prace publikowała m.in. w "Functiones et Approximatio" i "Acta Arithmetica".
Pochowana została 30 stycznia 2025 roku na cmentarzu Bożego Ciała w Poznaniu.